# Muerte y funeral de Lech Kaczyński y Maria Kaczyńska
Lech Kaczyński, el cuarto presidente de la República de Polonia, falleció el sábado 10 de abril de 2010, cuando el avión Tupolev Tu-154 de la Fuerza Aérea de Polonia en el que viajaba se estrelló en la base aérea a las afueras de Smolensk, en Rusia, falleciendo durante el accidente totalidad de la tripulación y pasajeros (96 en total) a bordo. Su esposa, la economista y primera dama Maria Kaczyńska, también falleció en el accidente.
Luego de ser anunciada la muerte de Kaczyński, el presidente en funciones de Polonia, Bronisław Komorowski (presidente del Parlamento), declaró una semana de luto del 11 al 18 de abril, concluyendo con un funeral de estado en esta última fecha. Varios países declararon día de luto en la fecha del funeral. La pareja fue enterrada en una cripta en la catedral de Wawel, Cracovia.

## Muerte

Trayectoria de vuelo y accidente del Fuerza Aérea Polaco Tu-154

A las 08:56 hora de Varsovia, (06:56 UTC, 10:56 hora de Smolensk), un Tupolev Tu-154, llevando el presidente polaco, Lech Kaczyński se estrelló cerca de Smolensk, Rusia. El presidente Kaczyński viajaba a la conmemoración del 70.º aniversario de la masacre de Katyn. La aeronave transportaba 89 pasajeros de la delegación polaca y 7 miembros de tripulación.
El accidente ocurrió a 1,5 km de la base aérea debido a condiciones de niebla que había en la zona. El gobernador del Óblast de Smolensk, Sergei Antufiev, confirmó para el canal de noticias Rossiya 24, que no hubo supervivientes en el accidente. El avión, según se informó, había golpeado con las copas de los árboles, golpeó el suelo y cayó roto en pedazos. A bordo también se encontraba el gobernador del Banco Nacional de Polonia, Sławomir Skrzypek, el jefe del ejército polaco Franciszek Gągor y el viceministro de Relaciones Exteriores Andrzej Kremer.

## Declaraciones y tributos
El fallecimiento de Kaczyński y otros dignatarios y personas a bordo del Tu-154 provocó que varios países y otras entidades extendieron su dolor y pésame al pueblo de Polonia. Por lo menos 96 países, 13 organizaciones internacionales y varias otras entidades expresaron su reacción ante el accidente. Fuera de Polonia, las autoridades de 18 países declararon luto oficial.

## Eventos funerarios

### Luto
Bronisław Komorowski, que asumió el puesto de Presidente en funciones de Polonia tras la muerte de Kaczyński, declaró una semana de luto oficial en el país. Polacos alrededor del mundo rindieron tributo a Kaczyński y a los demás fallecidos, organizando misas, despositanto flores y velas, e instalando pequeños homenajes en lugares públicos, muchos incluso llorando abiertamente.
Numerosos negocios cerraron tras noticias del accidente, entre ellos cines, teatros y centros comerciales. Muchos colocaron en balcones y fachadas la bandera Polonia con moños negros, la bandera nacional también se izó a media hasta. Varios conciertos y encuentros deportivos de importancia también fueron cancelados.

#### 11–13 de abril (repatriación, velorio)
Después de la identificación de los restos mortales del presidente Kaczynski por parte de su hermano gemelo, Jarosław Kaczyński y las autoridades polacas, fue trasladado desde Smolensk hasta Varsovia. Luego, sería identificado el cuerpo de su esposa, Maria, gracias a su anillo de Bodas.

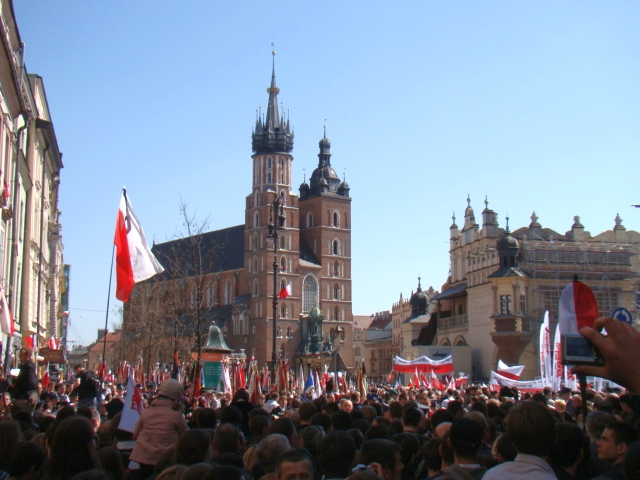
manifestaciones públicas de dolor durante el funeral de Kascynski

Luego, sería repatriado hacia Varsovia en donde sería velado primeramente en el palacio Presidencial, en donde se celebraría una misa en memoria de los fallecidos, y en especial del presidente Kaszcynski. Posteriormente, los primeros homenajes serían en la sala de las columnas del palacio presidencial Koniepolski en donde la gente le rendiria sus primeros homenajes.

#### 14–16 de abril
Después de varias consultas con los familiares cercanos, en especial con Jaroslaw, además del episcopado polaco y el cardenal Stanisław Dziwisz, Arzobispo de Cracovia, se decide sepultarlo en la cripta de la catedral Wawel junto a su esposa. Aun así existieron controversias alrededor del lugar de sepultura final del fallecido presidente, a causa de que se consideraba que la sepultura entre los reyes de Polonia y el mariscal Piłsudski era un honor excesivo. Sin embargo, varios miembros del episcopado polaco también mostraron su oposición. Aun así, se determinó que fuera sepultado en Wawel.

#### 17 de abril (ceremonia conmemorativa)
Luego, es llevado en procesión fúnebre desde el palacio de Koniepolski hasta la Catedral de San Juan, donde se celebró una primera misa funeral de cuerpo presente, dirigida por el arzobispo Kazimierz Nycz y gran parte del episcopado polaco en pleno. Al terminar la misa, los dos féretros fueron llevados al Aeropuerto Militar de Okęcie hacia Cracovia, en donde serían recibidos en el aeropuerto internacional Juan Pablo II-Balice a primeras horas de la mañana del 18. 
El senador Stanislaw Kogut propuso que el cuerpo del presidente fuera trasladado en un tren funerario especial, como reminiscencia al funeral del mariscal Pildsuski sin embargo, tal propuesta fue completamente rechazada por la familia del fallecido mandatario.

### 18 de abril (funeral)

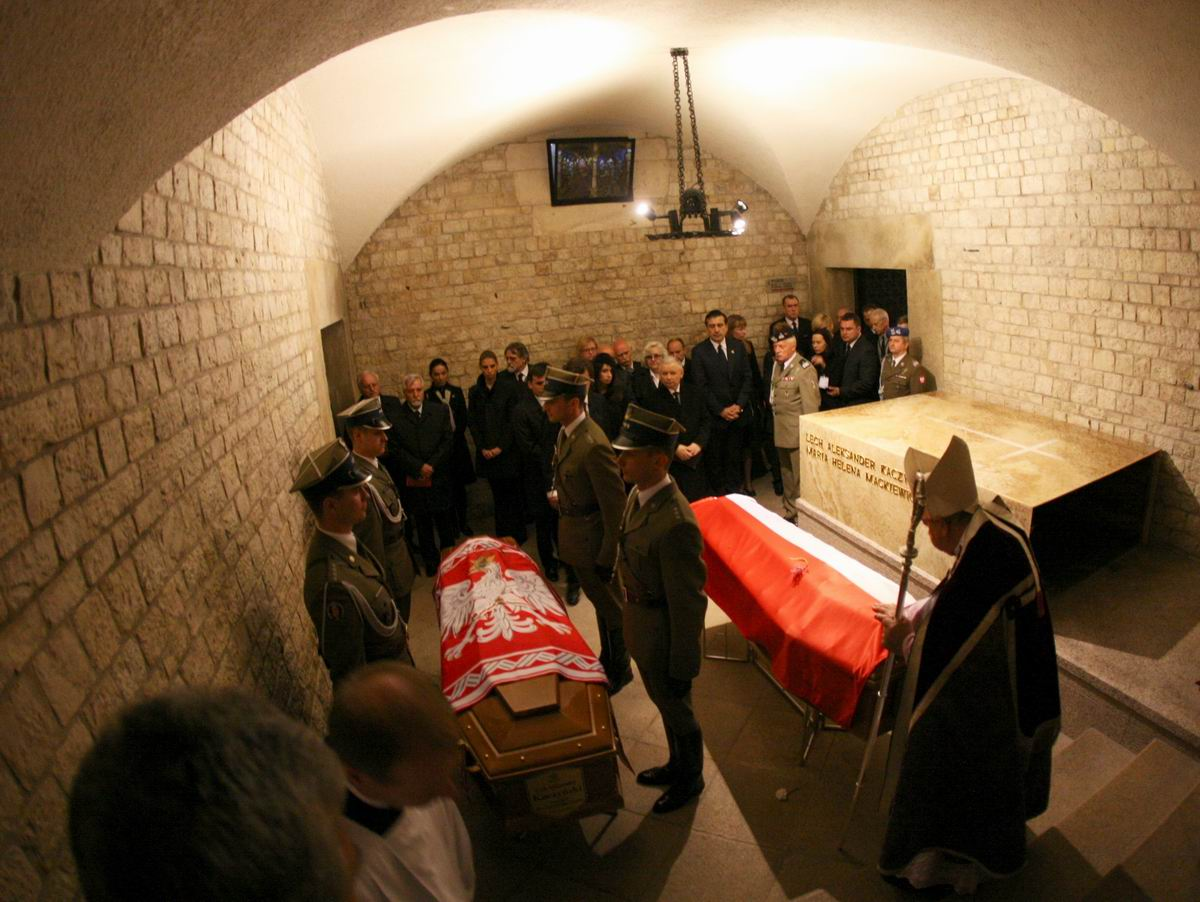
los restos mortales de Kaszcynski y su esposa, sepultados en la cripta de la catedral de Wawel

#### Ceremonia fúnebre y entierro.
El 18 de abril se celebraria el entierro, en la catedral de Wawel, siendo presidido por el arzobispo de Cracovia, Stanisław Dziwisz. Debido a la erupción del volcán Eyjafjallajökull en Islandia, muchos jefes de Estado y Gobierno no pudieron asistir. La gente salió masivamente a las calles de Cracovia después de que el cuerpo saliera del aeropuerto de Balice hacia el centro de Cracovia, donde se celebraria la última misa de cuerpo presente en la catedral de Wawel, con presencia de miembros del parlamento, el presidente en funciones Bronisław Komorowski y una reducida comitiva de jefes de Estado y de Gobierno de diferentes países, los cuales decidieron asistir al funeral de estado a pesar de las difíciles condiciones meteorológicas producidas por la erupción volcánica en Islandia. 
Posteriormente, al terminar la ceremonia fúnebre los dos féretros serían sacados de la catedral Wawel y llevados en una última procesión fúnebre por las calles de Cracovia, para al final ser conducidos nuevamente a la cripta de la catedral de Wawel, donde recibirían su sepultura definitiva.

#### Dignatarios

##### Diganatarios que asistieron
Decenas de presidentes y monarcas de todo el mundo que tenían previsto asistir al funeral, pero no pudieron asistir después de la erupción del volcán Eyjafjallajökull en Islandia, que provocó el cierre del espacio aéreo el 14 al 20 de abril en Polonia y sus países aledaños, debido a la peligrosidad para los aviones de la ceniza volcánica.

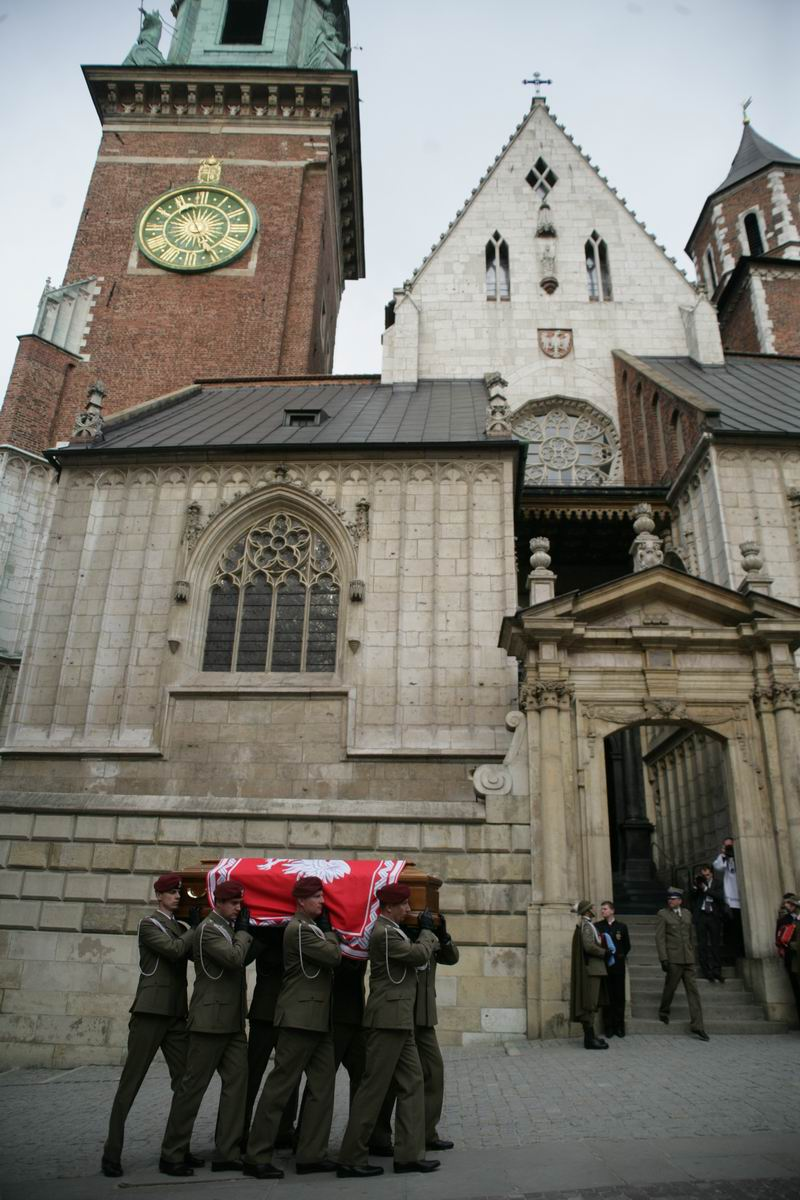
Soldados cargando el ataúd a la Catedral de Wawel.

| País            | Representante(s) |
| --------------- | --- |
| Armenia         | Presidente del parlamento Hovik Abrahamyan |
| Azerbaiyán      | Primer ministro Artur Rasizadə |
| Bielorrusia     | Presidente del senado Barys Batura |
| República Checa | Presidente Václav Klaus Primera dama Livia Klausová Primer ministro Jan Fischer Arzobispo de Praga Dominik Duka                                       |
| Estonia         | Primer ministro Andrus Ansip |
| Georgia         | Presidente Mikheil Saakashvili Primera dama Sandra Roelofs                                                                                            |
| Alemania        | Presidente Horst Köhler con su esposa Eva Köhler, Vicecanciller y ministro de Asuntos Exteriores Guido Westerwelle                                    |
| Hungría         | Presidente László Sólyom Primer ministro Gordon Bajnai Ex primer ministro Viktor Orbán                                                                |
| Kosovo          | Presidente Fatmir Sejdiu |
| Letonia         | Presidente Valdis Zatlers y su esposa |
| Lituania        | Presidente Dalia Grybauskaitė |
| Moldova         | Presidente interino Mihai Ghimpu |
| Marruecos       | Primer ministro Abbas El Fassi |
| Rumania         | Presidente Traian Băsescu |
| Rusia           | Presidente Dmitri Medvédev Ministro de Asuntos Exteriores Serguéi Lavrov                                                                              |
| Eslovaquia      | Presidente Ivan Gašparovič Primera dama Silvia Gašparovičová Primer ministro Robert Fico Presidente del Consejo Nacional Pavol Paška                  |
| Eslovenia       | Presidente Danilo Türk |
| Ucrania         | Presidente Viktor Yanukovych Expresidente Viktor Yushchenko Ex primer ministro Yulia Tymoshenko Ministro de Asuntos Exteriores Kostyantyn Hryshchenko |

## Intento de suicidio de un fiscal militar polaco
En enero de 2012 se conoce el intento de suicidio de un fiscal militar polaco que investigaba el accidente aéreo. Algunas hipótesis hablan de que los servicio secretos rusos derribaron el avión porque Lech era un político molesto para los intereses de Moscú.